# Toukola
Toukola (schwedisch Majstad) ist ein Stadtteil (kaupunginosa) der finnischen Hauptstadt Helsinki.

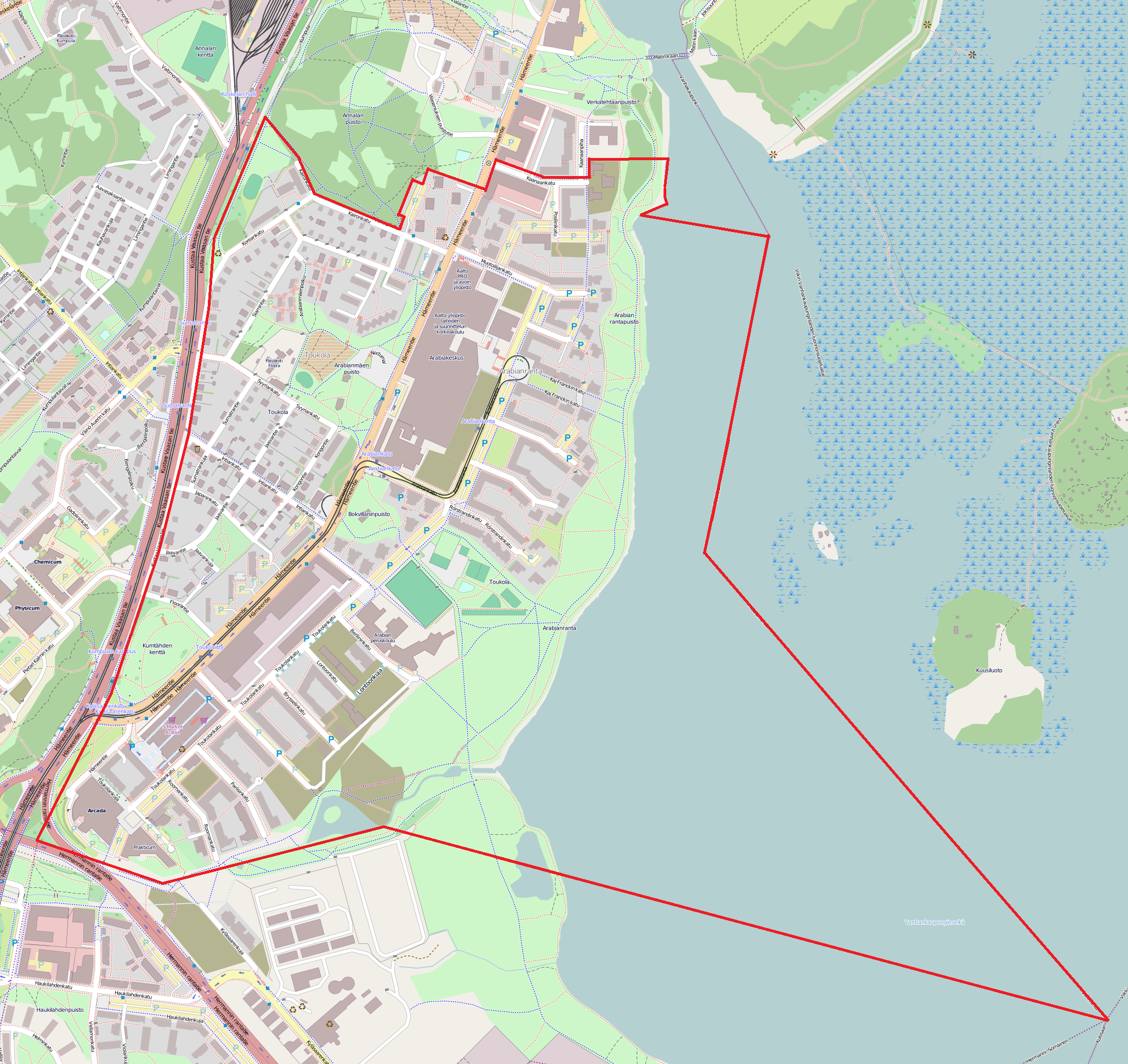
Toukola auf OpenStreetMap

Der Stadtteil besteht aus den beiden Teilgebieten Toukola und Arabianranta, die durch die Hämeentie getrennt werden. Die beiden Teilgebiete sind Bestandteil des statistischen Stadtbezirks (peruspiiri) Vanhakaupunki. Der Stadtteil Toukola grenzt im Norden an Vanhakaupunki, im Süden an Hermanni sowie in einem Punkt an Vallila. Nach Westen hin bildet die Kustaa Vaasan tie die Grenze nach Kumpula.
Im ursprünglichen Toukola herrschen bis heute alte Holzvillen vor. Das spätere Teilgebiet Arabianranta wurde im 19. Jahrhundert erschlossen, als Rörstrand hier die Keramikmanufaktur Arabia errichtete. Nach dem Umzug der Fabrik war das Gebiet einem stetigen Verfall ausgesetzt, ehe um 2000 mit dem Bau neuer moderner Häuser in unmittelbarer Nähe zum Meer begonnen wurde.

## Verkehr
Nach Arabianranta fahren die Straßenbahnlinien 6 und 8 über das Stadtzentrum nach Hietalahti bzw. Jätkäsaari. Zudem verkehren verschiedene Buslinien.
Nördlich des Stadtteils beginnt am Ende der Kustaa Vaasan tie die Valtatie 4 Richtung Vantaa.

## Galerie

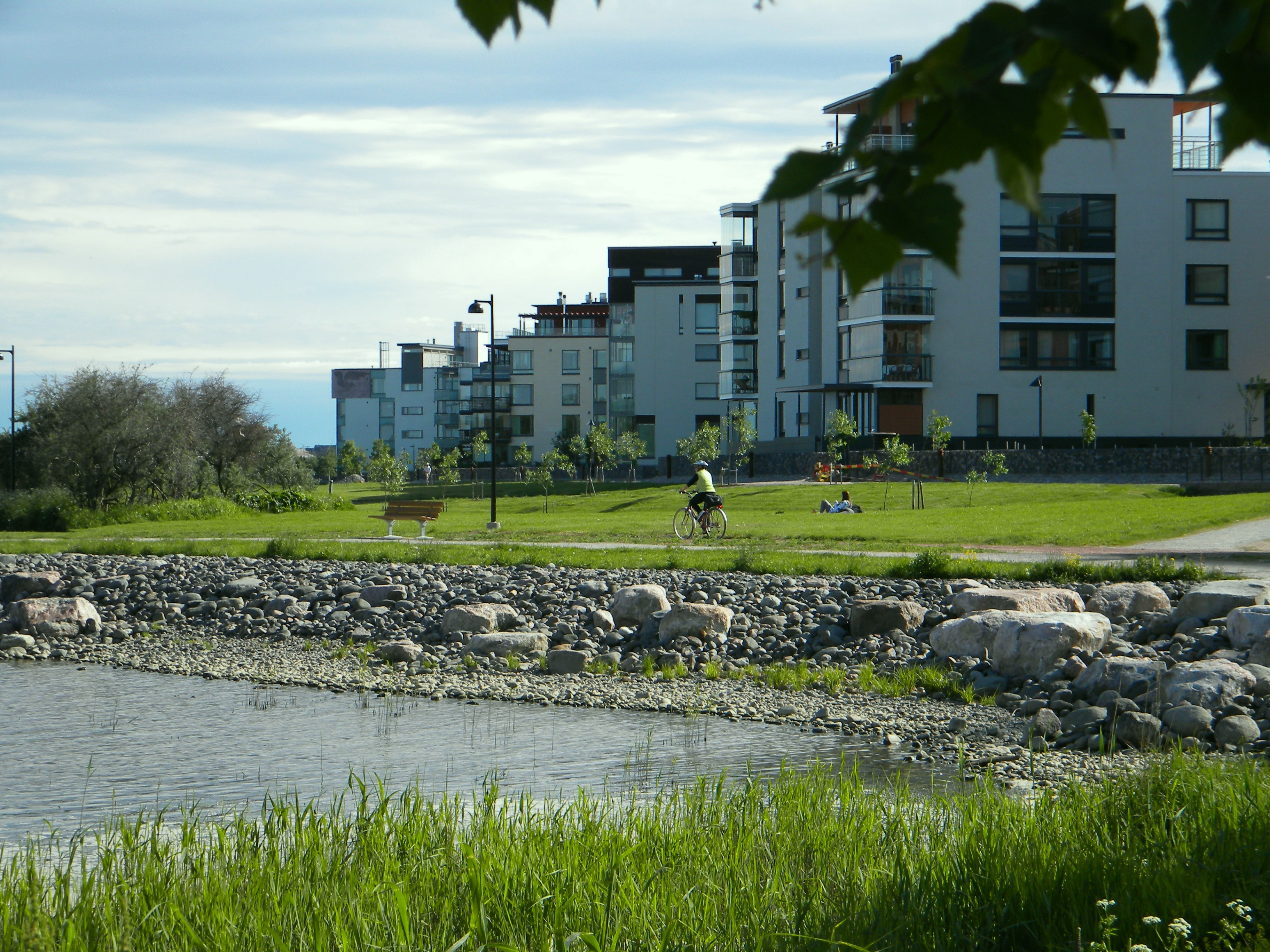
Neue Häuser in Arabianranta, 2010
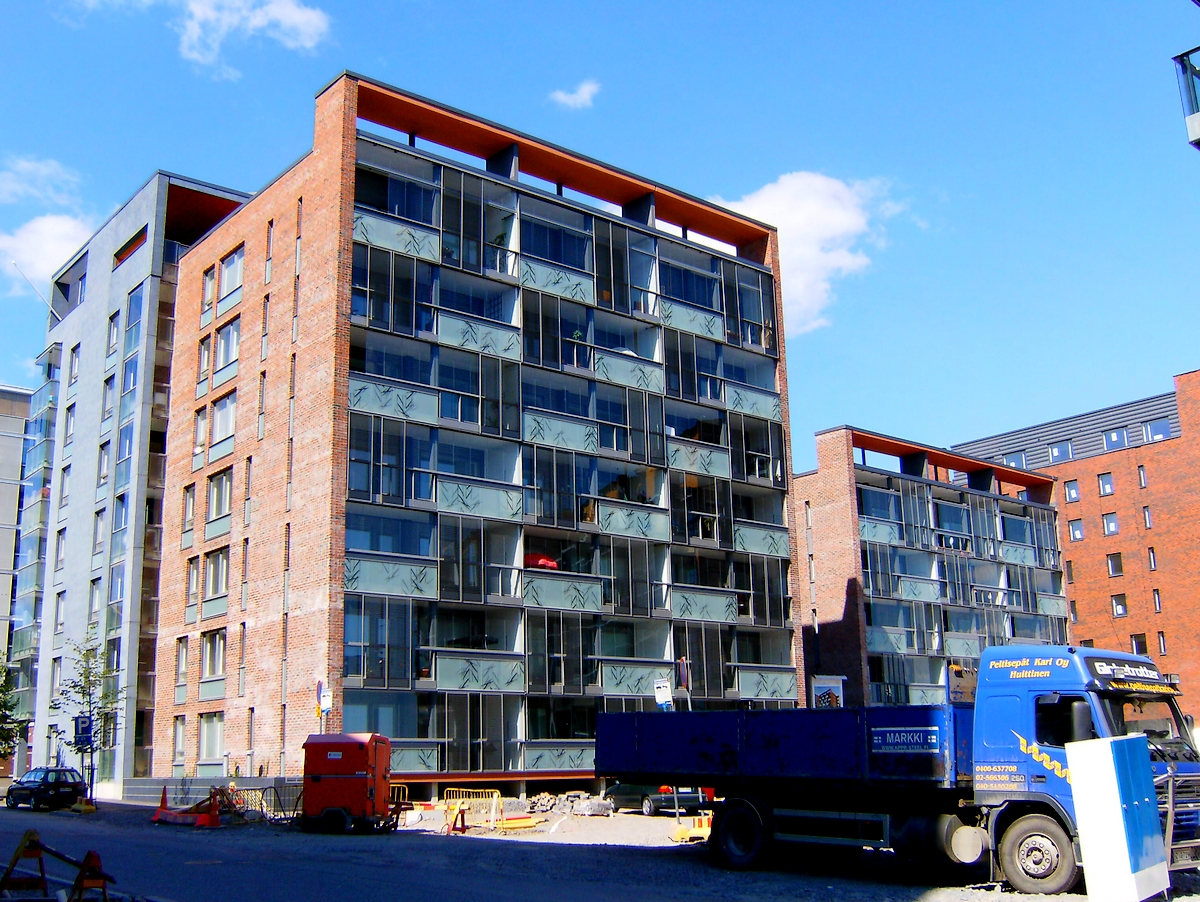
Neues Gebäude in Arabianranta, 2008
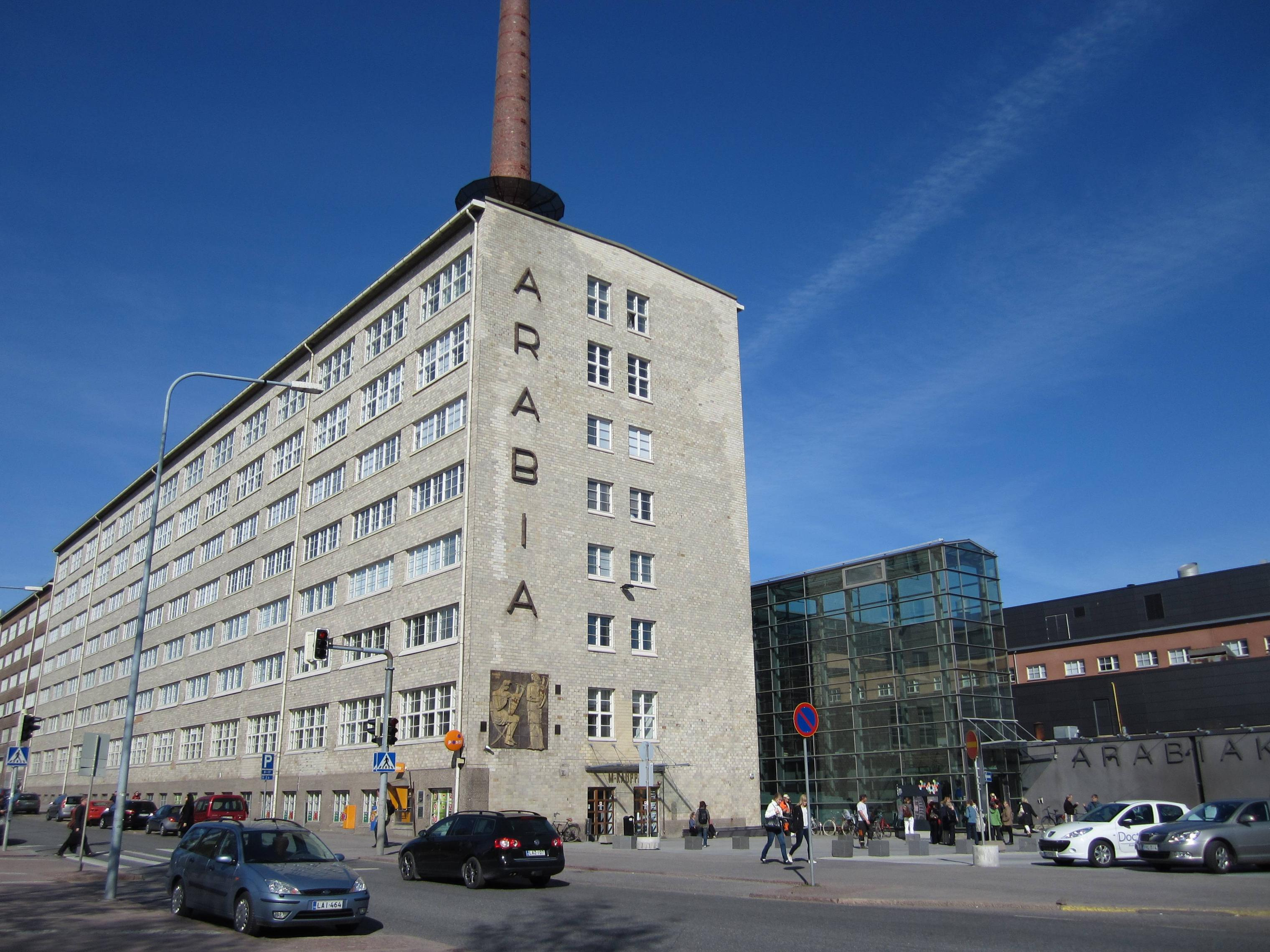
Die alte Keramikfabrik Arabia, 2012
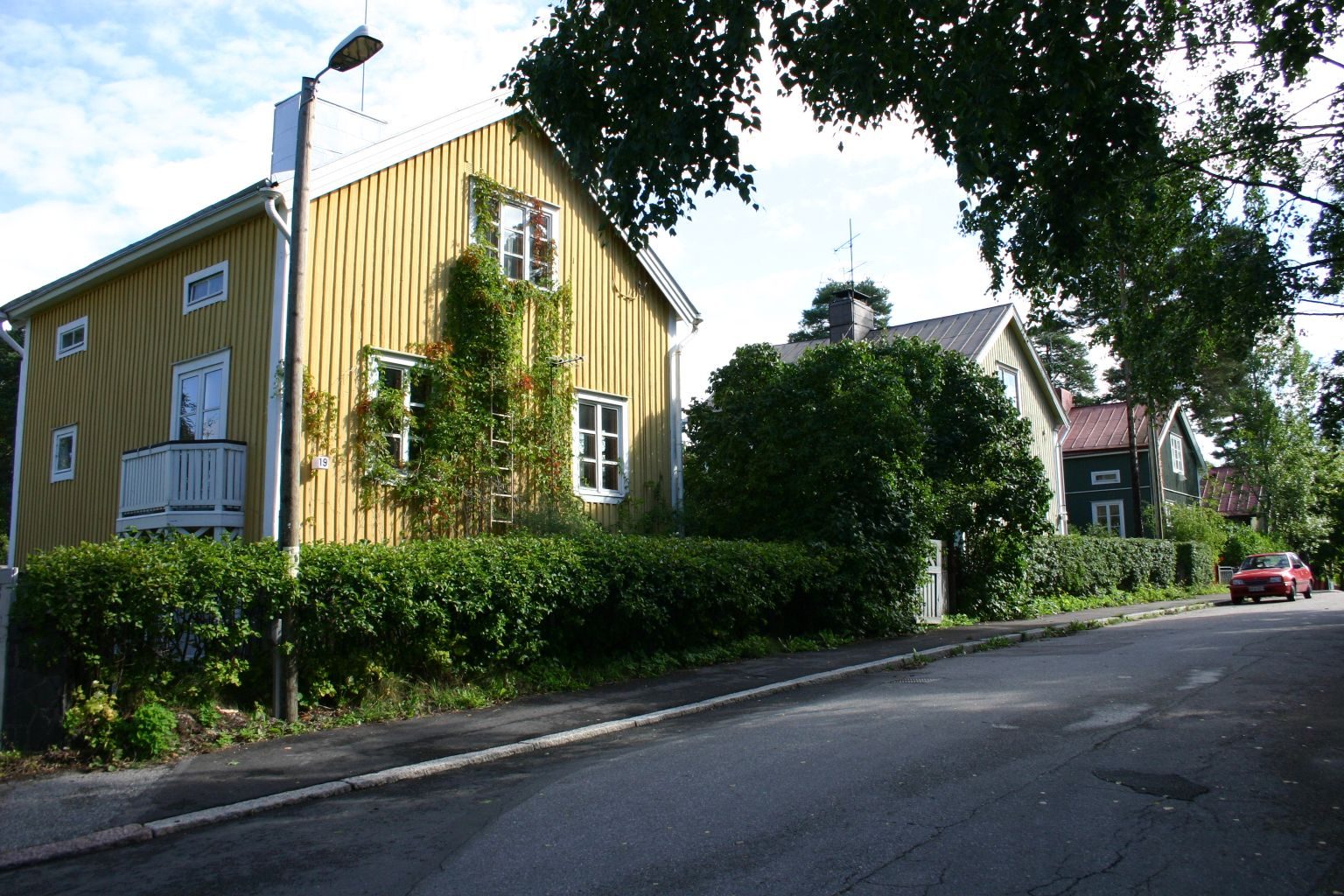
Häuser in Toukola, 2005